# 龙口港
龙口港是位于中华人民共和国山东省烟台市龙口市莱州湾岸的一座人工深水港。
1914年由北洋政府始建，第一座混凝土码头建于1918-1919年，为中国港口工程史上的一座里程碑。港口吞吐量在21世纪初增长迅速，至2013年年货物吨位达到7060 万吨。
截至2012年，龙口港码头区岸线长1.5千米，泊位29个，其中7个10万吨级，5个5万吨级，7个1万吨级。 主航道水深15.5米，宽200米，可通过10万吨级船舶。